# Stazione di Corzoneso
La stazione di Corzoneso è stata una fermata ferroviaria della ferrovia Biasca-Acquarossa, chiusa il 29 settembre 1973. Era a servizio del comune di Corzoneso.

## Strutture e impianti
Era costituita da un fabbricato viaggiatori e due binari. Ad oggi rimangono poche tracce, i binari sono stati smantellati, la stazione è stata risparmiata dalla demolizione. La stazione di Corzoneso è l'unica stazione superstite della linea.